# Dialidae
Dialidae là một họ ốc biển, động vật thân mềm chân bụng sống ở biển trong nhánh Sorbeoconcha.
Theo phân loại động vật chân bụng của Bouchet & Rocroi (2005), họ này không có phân họ.

## Chi và loài
Các chi và loài trong họ này gồm:
- Diala A. Adams, 1861
  - Diala varia A. Adams, 1861
- Fenella
- Glosia
- Rissoalaba